# Georgi Sjtsjennikov
Georgi Michajlovitsj Sjtsjennikov (Russisch: Георгий Михайлович Щенников) (Moskou, 27 april 1991) is een Russisch voetballer die bij voorkeur als linksback speelt. Hij stroomde in 2008 door vanuit de jeugd van CSKA Moskou. Sjtsjennikov debuteerde in 2012 in het Russisch voetbalelftal.

## Clubcarrière
Sjtsjennikov komt uit de jeugdopleiding van FK CSKA Moskou. Hij maakte zijn profdebuut op 6 augustus 2008 in de beker tegen Torpedo Vladimir. Op 24 oktober 2008 maakte hij zijn Europees debuut in de UEFA Cup tegen Deportivo La Coruña, nog voor hij zijn competitiedebuut maakte. Hij was een van de vijftig genomineerden voor de Golden Boy 2011. Met CSKA won Sjtsjennikov zowel in het seizoen 2012/13 als 2013/14 de landstitel.

## Interlandcarrière
Sjtsjennikov debuteerde op 18-jarige leeftijd voor Rusland –21. Hij debuteerde in het Russisch voetbalelftal op 15 augustus 2012 in een oefeninterland tegen Ivoorkust (1–1). In 2014 werd hij opgenomen in de selectie voor het wereldkampioenschap voetbal 2014, maar kwam daar niet in actie (uitschakeling in groepsfase); in 2016 werd Sjtsjennikov door bondscoach Leonid Sloetski ook opgeroepen voor deelname aan het Europees kampioenschap voetbal 2016 in Frankrijk. Daar werd de selectie onder leiding van bondscoach Leonid Sloetski in de groepsfase uitgeschakeld na een gelijkspel tegen Engeland (1–1) en nederlagen tegen Slowakije (1–2) en Wales (0–3).

## Erelijst
CSKA Moskou
- Russische supercup

2013

## Trivia
Georgi Sjtsjennikov is de zoon van de Russische snelwandelaar Michail Sjtsjennikov, die wereldrecordhouder en viervoudig wereldkampioen is op de 5000 meter snelwandelen.
2 Khellven ·
4 Rocha ·
5 Zdjelar ·
6 Moechin ·
7 Dávila ·
9 Tsjalov ·
10 Obljakov ·
14 Nababkin ·
17 Glebov ·
20 Koetsjajev ·
21 Fayzullaev ·
22 Gajić ·
27 Moisés ·
31 Kisljak ·
35 Akinfejev  ·
49 Torop ·
52 Bandikjan ·
68 Rjadno ·
72 Jermakov ·
77 Agapov ·
78 Divejev ·
80 Arboezov ·
86 Sjajchoetdinov ·
88 Méndez ·
90 Loekin ·
91 Zabolotny ·
Coach: Fedotov
1 Akinfejev ·
2 Kozlov ·
3 Sjtsjennikov ·
4 Ignasjevitsj ·
5 Semjonov ·
6 Kanoennikov ·
7 Denisov ·
8 Gloesjakov ·
9 Kokorin ·
10 Dzagojev ·
11 Kerzjakov ·
12 Lodygin ·
13 Granat ·
14 Berezoetski  ·
15 Mogilevets ·
16 Ryzjikov ·
17 Sjatov ·
18 Zjirkov ·
19 Samedov ·
20 Fajzoelin ·
21 Ionov ·
22 Jesjtsjenko ·
23 Kombarov ·
Coach: Capello
1 Akinfejev ·
2 Sjisjkin ·
3 Smolnikov ·
4 Ignasjevitsj ·
5 Neustädter ·
6 Aleksej Berezoetski ·
7 Joesoepov ·
8 Gloesjakov ·
9 Kokorin ·
10 Smolov ·
11 Mamajev ·
12 Lodygin ·
13 Golovin ·
14 Vasili Berezoetski ·
15 Sjirokov  ·
16 Guilherme Marinato ·
17 Sjatov ·
18 Ivanov ·
19 Samedov ·
20 Torbinski ·
21 Sjtsjennikov ·
22 Dzjoeba ·
23 Kombarov ·
Coach: Sloetski
1 Akinfejev ·
2 Fernandes ·
3 Koetepov ·
4 Ignasjevitsj ·
5 Semjonov ·
6 Tsjerysjev ·
7 Koezjajev ·
8 Gazinski ·
9 Dzagojev ·
10 Smolov ·
11 Zobnin ·
12 Loenjov ·
13 Koedrjasjov ·
14 Granat ·
15 Aleksej Mirantsjoek ·
16 Anton Mirantsjoek ·
17 Golovin ·
18 Zjirkov ·
19 Samedov ·
20 Jerochin ·
21 Sjtsjennikov ·
22 Dzjoeba ·
23 Smolnikov ·
Coach: Tsjertsjesov